# جيرار رودلف
جيرار رودلف (بالإنجليزية: Gérard Rudolf)‏ هو ممثل جنوب أفريقي، ولد في 20 أبريل 1966 في جنوب أفريقيا.

## وصلات خارجية
- جيرار رودلف على موقع IMDb (الإنجليزية)
- جيرار رودلف على موقع قاعدة بيانات الفيلم (الإنجليزية)